# Elatostema falcatum
Elatostema falcatum är en nässelväxtart som beskrevs av Hallier f.. Elatostema falcatum ingår i släktet Elatostema och familjen nässelväxter. Inga underarter finns listade i Catalogue of Life.